# Albert Kaifer
Albert Kaifer (* 25. März 1893 in Hafenhofen, Landkreis Günzburg; † 23. Januar 1962 in Neusäß, Landkreis Augsburg) war ein deutscher Eisenbahner und Politiker (BVP, CSU).
Der katholisch getaufte Kaifer erlernte 1907 den Beruf des Bäckers und war als Geselle in Augsburg, München und Köln tätig. Nach seinem Kriegsdienst war er bei der Deutschen Reichsbahn in Augsburg beschäftigt. Aufgrund verschiedener Fortbildungskurse, besonders in gewerkschaftlichen Fragen, war Kaifer ab 1924 als Sekretär des Bayerischen Eisenbahnerverbandes in Weiden in der Oberpfalz und ab 1931 in Regensburg tätig. In dieser Funktion war er auch Hauptbetriebsrat beim Reichsverkehrsministerium. Nach kurzer Arbeitslosigkeit war Kaifer ab 1935 Geschäftsführer bei der Missions-Verkehrs-Arbeitsgemeinschaft (MIVA).

## Politische Laufbahn
Bereits 1911 wurde Albert Kaifer Mitglied der Christlichen Gewerkschaft, ab 1924 auch bei der Bayerischen Volkspartei (BVP). Nach Ende des Zweiten Weltkriegs war Kaifer 1945 Gründungsmitglied der Christlich-Sozialen Union in Bayern (CSU) und Erster Vorsitzender für den Landkreis Augsburg. Von 1945 bis 1948 war Albert Kaifer Bürgermeister der Gemeinde Neusäß, von 1946 bis 1948 Mitglied des Kreistags Augsburg und ab 1946 Mitglied der Verfassungsgebenden Landesversammlung und des 1. Bayerischen Landtags.
Von 1948 bis 1962 war Kaifer Landrat des Landkreises Augsburg.

## Sonstiges
Kaifer zu Ehren wurde in Neusäß die Bürgermeister-Kaifer-Straße (auch Bgmstr.-Kaifer-Str.) nach ihm benannt.